# Goleta (plaats)
Goleta is een plaats (census-designated place) in de Amerikaanse staat Californië, en valt bestuurlijk gezien onder Santa Barbara County.

## Demografie
Bij de volkstelling in 2000 werd het aantal inwoners vastgesteld op 55.204.

## Geografie
Volgens het United States Census Bureau beslaat de plaats een oppervlakte van
68,3 km², waarvan 68,0 km² land en 0,3 km² water. Goleta ligt op ongeveer 71 m boven zeeniveau.

## Plaatsen in de nabije omgeving
De onderstaande figuur toont nabijgelegen plaatsen in een straal van 24 km rond Goleta.